# Virgin Radio (Frankrijk)
Virgin Radio was een Franse radiozender die rock- en popmuziek draait op 250 verschillende frequenties in Frankrijk. De zender ging voor 2008 door het leven als Europe 2. Op 1 januari 2008 werd de naam veranderd naar Virgin Radio. Op 31 december 2022 is Virgin Radio Grance opgehouden te bestaan en vervangen door Europe2 zoals het radiostation tot 2008 heette.
De Virgin Group is niet de eigenaar van het station. Lagardère Active moet 0,5 tot 1 procent van haar winst aan de Virgin Group betalen als onderdeel van een franchisecontract.

## Online radiozenders
De zender biedt ook verschillende radiozenders online aan, elk met een eigen karakter:
- Virgin Radio PopRock, draait voornamelijk pop- en rockmuziek.
- Virgin Radio Scène Française, draait voornamelijk Franse popmuziek.
- Virgin Radio Club, draait voornamelijk dance, house en R&B.
- Virgin Radio Nouveautés, draait voornamelijk nieuwe muziek.

## Huidige dj's
- Cyril Hanouna
- Fabien Delettres
- Tiffany Bonvoisin
- Cartman
- Laurent Weil
- Albert Spano
- Marion Allegre
- Pierre-Alexandre Jacobson dit Pierre-Alex
- Lionel Martin
- Coralie Hamadi
- Will
- Double F
- DJ Zebra
- Raymond